# Майрис Бриедис — Кшиштоф Гловацкий
Майрис Бриедис — Кшиштоф Гловацкий — боксёрский двенадцатираундовый поединок в первом тяжёлом весе, который состоялся 15 июня 2019 года на базе спортивно-концертного комплекса «Арена Рига» (Латвия). Поединок стал вторым полуфиналом  2-й боксерской суперсерии в тяжёлом весе в тяжёлом весе. На кону стоял полноценный титул чемпиона мира по версиям WBO. На момент поединка оба боксёра обладали чемпионскими титулами: Бриедис был «бриллиантовым» чемпионом по версии WBC, а Гловацкий был временным чемпионом по версии WBO. Помимо полновесного титула WBO, на кону в поединке должен был стоять полновесный титул WBC, но за день до боя он был снят.
Как отмечают специалисты поединок получился весьма «грязным» , а исход поединка был спорным. Первый раунд прошёл в равной конкурентной борьбе. Однако во втором раунде Гловацкий нанёс удар по затылку Бриедиса, в ответ на это Бриедис ударил Гловацкого локтем в челюсть, после чего поляк упал. Рефери поединка Роберт Бёрд не дал Гловацкому положенного время для восстановления и заставил продолжить поединок. Менее чем через минуту после возобновления боя Бриедис отправил оппонента в нокдаун. Однако Гловацкий встал и вновь продолжил поединок, после гонга об окончании раунда боксёры продолжили боксировать и Гловацкий оказался во втором нокдауне. В третьем раунде Бриедис отправил Гловацкого в третий нокдаун после чего рефери остановил поединок и победа техническим нокаутом в 3-м раунде была присуждена Бриедису.
Действия Бриедиса, который ударил оппонента локтям и рефери, который заставил Гловацкого боксировать не дав время на восстановление, а затем не стал разнимать боксёров после окончания раунда вызвали шквал критики и команда Гловацкого подала протест о пересмотре результата поединка.

## Предыстория
Кшиштоф Гловацкий завоевал титул чемпиона мира по версии WBO 14 августа 2015 года победив нокаутом в 11-м раунде Марко Хука (38-2-1). 17 сентября 2016 года Гловацкий, который на тот момент имел 26 побед в 26 поединках проиграл единогласным судейским решением украинцу Александру Усику (9-0) и утратил чемпионский титул. После победы над Гловацким Усик (13-0) провёл несколько защит титула, после чего в рамках полуфинала 1-й боксерской суперсерии в первом тяжёлом весе победил решением большинства судей чемпиона мира по версии WBC Майриса Бриедиса, у которого на тот момент было 23 победы в 23 поединках. После победы над Бриедисом Усик победил россиянина Мурата Гассиева и добавил к имеющимяс у себя титулам  — титулы чемпиона мира по версиям WBA Super и IBF.
Осенью 2018 года стартовал второй сезон боксерской суперсерии в первом тяжёлом весе, в котором приняли участие Гловацки и Бриедис.